# Cork
51°53′49″N 8°28′40″V / 51.89694°N 8.47778°V
Cork (Irsk: Corcaigh) er den næststørste by i republikken Irland og øen Irlands trediestørste efter Dublin og Belfast. Cork er det administrative center for County Cork og er den største by i den sydlige provins Munster.
Selve byen har en befolkning på 125.657  indb. (2016). I forstæderne omkring byen bor der yderligere 85.000 indbyggere (hvilket år?). Cork var i 2005 europæisk kulturhovedstad. Efter lokalvalgene 24. maj 2019 blev kommunen 31. maj 2019 udvidet ved sammenlægning med nogle forstadsområder fra 39 km² til 187 km² og cirka 210.000 indbyggere i alt.
Det irske navn Corcaigh kommer fra ordet corcach, som betyder «stedet med marsk, en reference til placeringen ved bredden af floden Lee, som  løber fra Shehy-bjergene vest i County Cork østover og gennem Cork by, og videre ud i havet. Bymidten og havnen ligger på en ø i flodmundingen.
Cork havde i det 17. og 18. århundrede en betydelig tekstilindustri. I nutiden er Cork stadig  en vigtig  havneby. I nærheden af byen ligger Irlands næststørste lufthavn. Der er flere industriområder omkring Cork.

## Historie
I følge myterne grundlagde, den senere biskop af Cork, Finbarr den hellige  (ca. 550; † 623) mellem 500 og 600 (byen Cork nævner selv år 606) et kloster på øen i flodmundingen. Vikingerne grundlagde i 846, her en handelsstation. Siden slutningen af det 12. århundrede blev byen behersket af Normannerne. 
I 1185 gav kong Johan af England (1166-1216) byen købstadsrettighederne. I den meste tid af middelalderen var byen under engelsk herskab omgivet af overvejende fjendtligsindede irske klaner, langt væk fra det centrale engelske herskabsområde ved Dublin.  Byen blev behersket af 12 til 15 købmandsfamilier, der var blevet rige ved at handle med det europæiske kontinent. De eksporterede overvejende uld og huder, mens hovedimportvarerne var salt, jern og vin.
Omkring 1270 grundlagde Augustinerordenen et kloster, i dag kendt som Red Abbey Cork.
Gennem et kongeligt dokument blev der indført borgmesterstyre. Byen havde i midten af det 14. århundrede ca. 2.000 indbyggere. På grund af en byldepestepidemi i 1349 omkom omkring halvdelen af befolkningen. Efter slutningen af Rosekrigene, der var en fejde mellem to grene af det engelske kongehus, søgte tronprætendenten Perkin Warbeck (1474-1499) 1491 at få støtte til sine planer om at styrte Henrik 7. af England. Corks Mayor og andre vigtige borgere tog med Warbeck til England og blev efter oprørets sammenbrud fængslet og henrettet. På grund af hændelserne fik Cork binavnet Rebel City.